# قصاصة الشعر

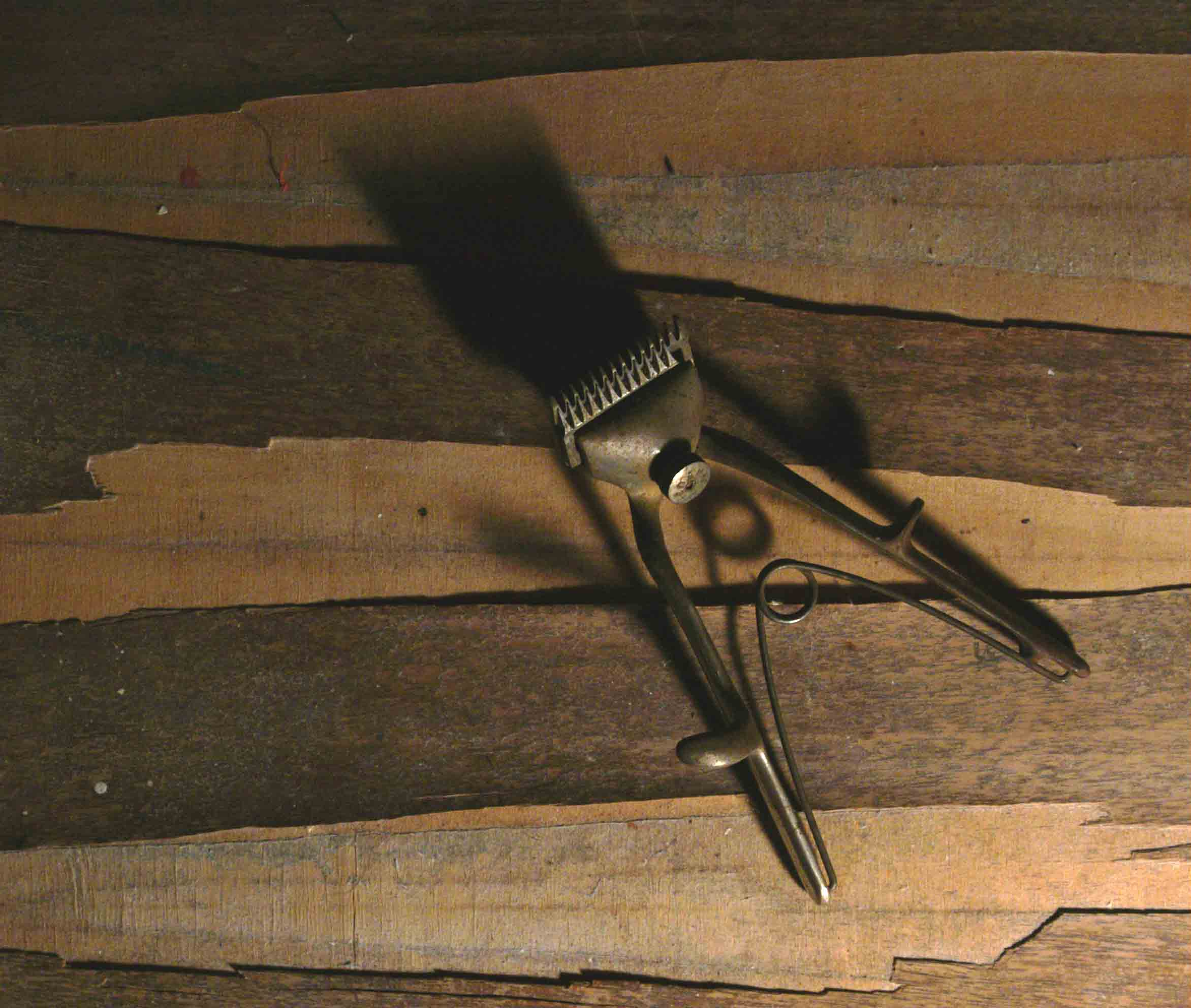
قصاصة لحية يدوية

قَصَّاصَة الشعر هي أداة مُتخصِّصة تُستخدم لقص شعر الإنسان. تعمل قصّاصات الشعر على نفس مبدأ المقص، ولكنها تختلف عن المقص نفسه وعن مَوَاسي الحلاقة. تُستخدم أدوات مماثلة ولكنها شديدة قوة الاحتمال لجز صوف الأغنام، ولكن يطلق عليها اسم جزازات صوف الغنم [الإنجليزية].